# Poona Piagapo
Poona Piagapo is een gemeente in de Filipijnse provincie Lanao del Norte in het noorden van het eiland Mindanao. Bij de laatste census in 2007 had de gemeente bijna 20 duizend inwoners.

## Geografie

### Bestuurlijke indeling
Poona Piagapo is onderverdeeld in de volgende 26 barangays:
| - Alowin - Bubong-Dinaig - Cabasaran - Cadayonan - Caromatan - Daramba - Dinaig - Kablangan - Linindingan - Lumbatan - Lupitan - Madamba - Madaya | - Maliwanag - Nunang - Nunungan - Pantao Raya - Pantaon - Pendolonan - Pened - Piangamangaan - Poblacion - Sulo - Tagoranao - Tangclao - Timbangalan |

## Demografie
Poona Piagapo had bij de census van 2007 een inwoneraantal van 19.818 mensen. Dit zijn 3.726 mensen (23,2%) meer dan bij de vorige census van 2000. De gemiddelde jaarlijkse groei komt daarmee uit op 2,91%, hetgeen hoger is dan het landelijk jaarlijks gemiddelde over deze periode (2,04%). Vergeleken met de census van 1995 is het aantal mensen met 5.657 (39,9%) toegenomen.

De bevolkingsdichtheid van Poona Piagapo was ten tijde van de laatste census, met 19.818 inwoners op 260,07 km², 76,2 mensen per km².